# Кір Молодший
Кір Молодший (після 424 до н. е. —401 до н. е.) — політичний та військовий діяч Стародавньої Персії.

## Життєпис
Походив з династії Ахеменідів. Був сином Дарія II, царя царів, та Парісатіди I. Завдяки підтримці матері у 408 році до н. е. отримав посаду сатрапа Лідії, Мізії, Каппадокії та Фригії, а також посаду карана (військового очільника Малої Азії), потіснивши впливового сатрапа Тіссаферна. У 407 році до н. е. надав суттєву фінансову допомогу спартанському військовику Лісандру, який боровся з Афінами під час Пелопоннеської війни.
З огляду на малий вік не мав можливості зайняти трон після смерті батька у 404 році до н. е., тому поступився старшому брату Артаксерксу II.
Стосовно подальших політичних подій існуються різні відомості. За однією версією, спираючись на значні володіння та кошти, Кір Молодший став готуватися до захоплення трону, за іншими — був обвинувачено Тіссаферном перед Артаксерксом II, що нібито Кір зазіхнув на престол царя царів. Артаксеркс II рушив на Кіра військом, тому той змушений був захищатися. Свінесій, цар Кілікії, зайняв подвійну політику по відношенню до Кіра. Він дав йому багато грошей і в той же час послав одного зі своїх синів попередити Артаксеркса.
Кір Молодший вирішив спертися не лише на своїх перських підлеглих, але і на грецьких найманців. В цей час з Греції був змушений втекти приречений на страту спартанський стратег Клеарх, який був досвідченим військовим. Останній на кошти Кіра зібрав військо у 10 тис. 400 гоплітів, 2500 пельтастів. У відповідь Артексеркс II 100 тис. вояків з 150 колісницями.
Навесні 401 року до н. е. Кір Молодший зібрав своє військо біля Сард і пішов з ним до Тари під приводом вигнання пісідів. В Іссі до Кіра прибуло 35 кораблів з Пелопоннесу та 25 з Ефеса, якими командував єгиптянин Тамос, один з друзів перського царевича. До війська повсталого приєдналися також 400 грецьких гоплітів, які відпали від Аброкома, перського сатрапа Сирії.
3 вересня 401 року до н. е. війська зустрілися біля Євфрату в 82 км на північ від Вавилона (сучасна місцевість Тель Акар Кунейсі), яка відома як битва при Кунаксі. Кір намагався прорватися до місця, де знаходився Артаксеркс II. Кіру Молодшому вдалося зарубати кількох охоронців царя, поранити його коня. Останній звалився на камені, проте Кіра закидали дротиками кіннотники-бактрійці. Пронизаний кількома дротиками, Кір відбивався від ворогів. Але один з сатрапів царя вразив його своїм списом. Кіру Молодшому відрубали голову і піднесли її Артаксерксу II.